# Lacaitaea
- Commons
- Wikispecies

Lacaitaea é um gênero de plantas pertencente à família Boraginaceae.